# Окалуса (округ)
Шаблон:StateAbbr_ 30°41′15″ пн. ш. 86°35′33″ зх. д. / 30.6875° пн. ш. 86.5925° зх. д.
Окалуса (англ. Okaloosa county) — округ (графство) на північному заході штату Флорида, США. Площа 2424 км².
Населення 180 822 особи (2010 рік). Адміністративний центр у місті Креств'ю.
Округ виділений 1915 року з округів Санта-Роза й Волтон. Входить до агломерації Форт-Волтон-Біч.

## Географія
За даними Бюро перепису населення США, загальна площа округу становить 1 082 квадратних милі (2 800 км²), з них 930 квадратних милі (2 400 км²) — суша, а 152 квадратних милі (390 км²) (14 %) — вода.

## Суміжні округи
- Ковінгтон, Алабама — північ
- Волтон, Флорида — схід
- Санта-Роза, Флорида — захід
- Ескамбія, Алабама — північний захід

## Галерея

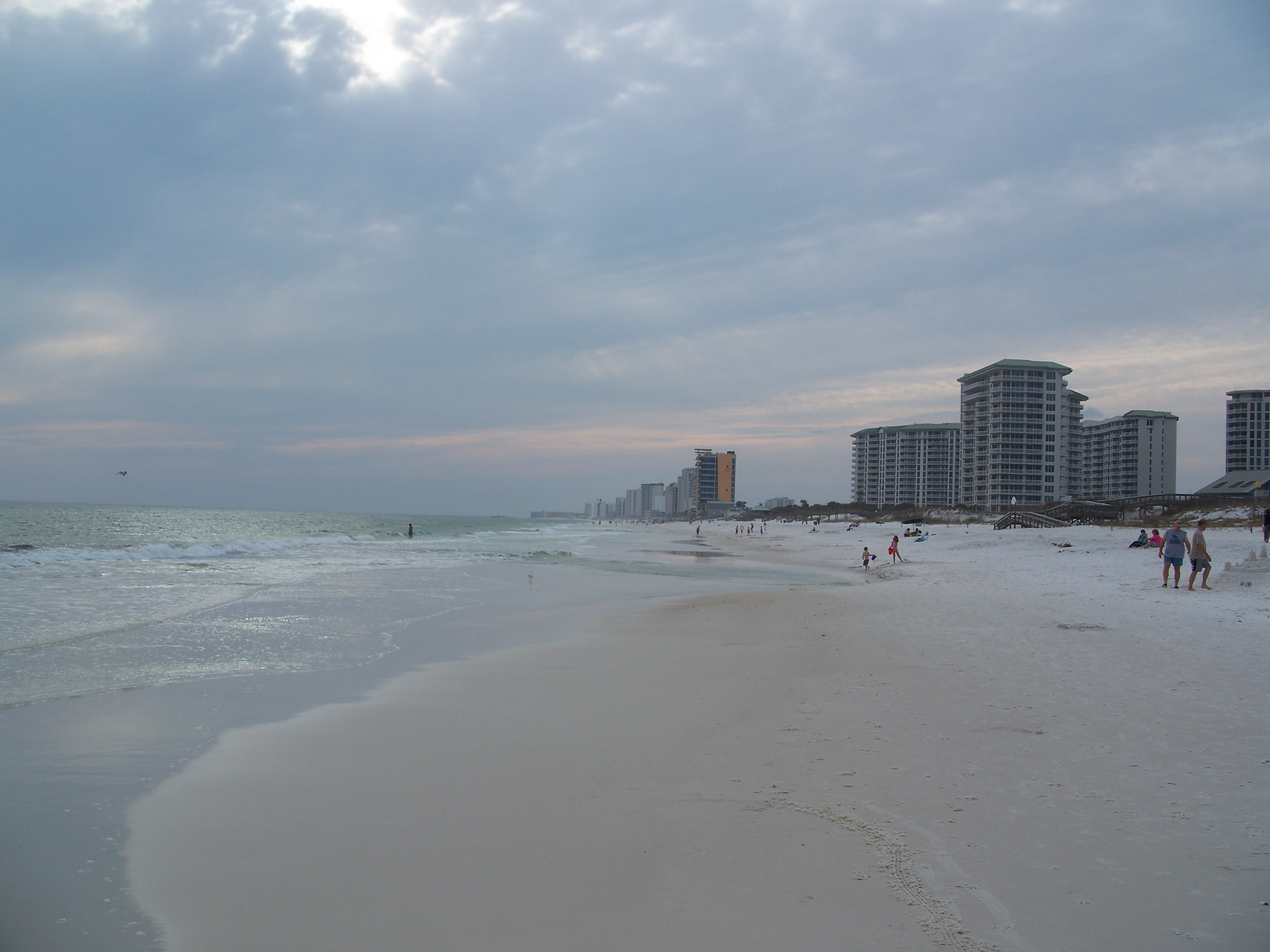
Гендерсон-Біч державний парк
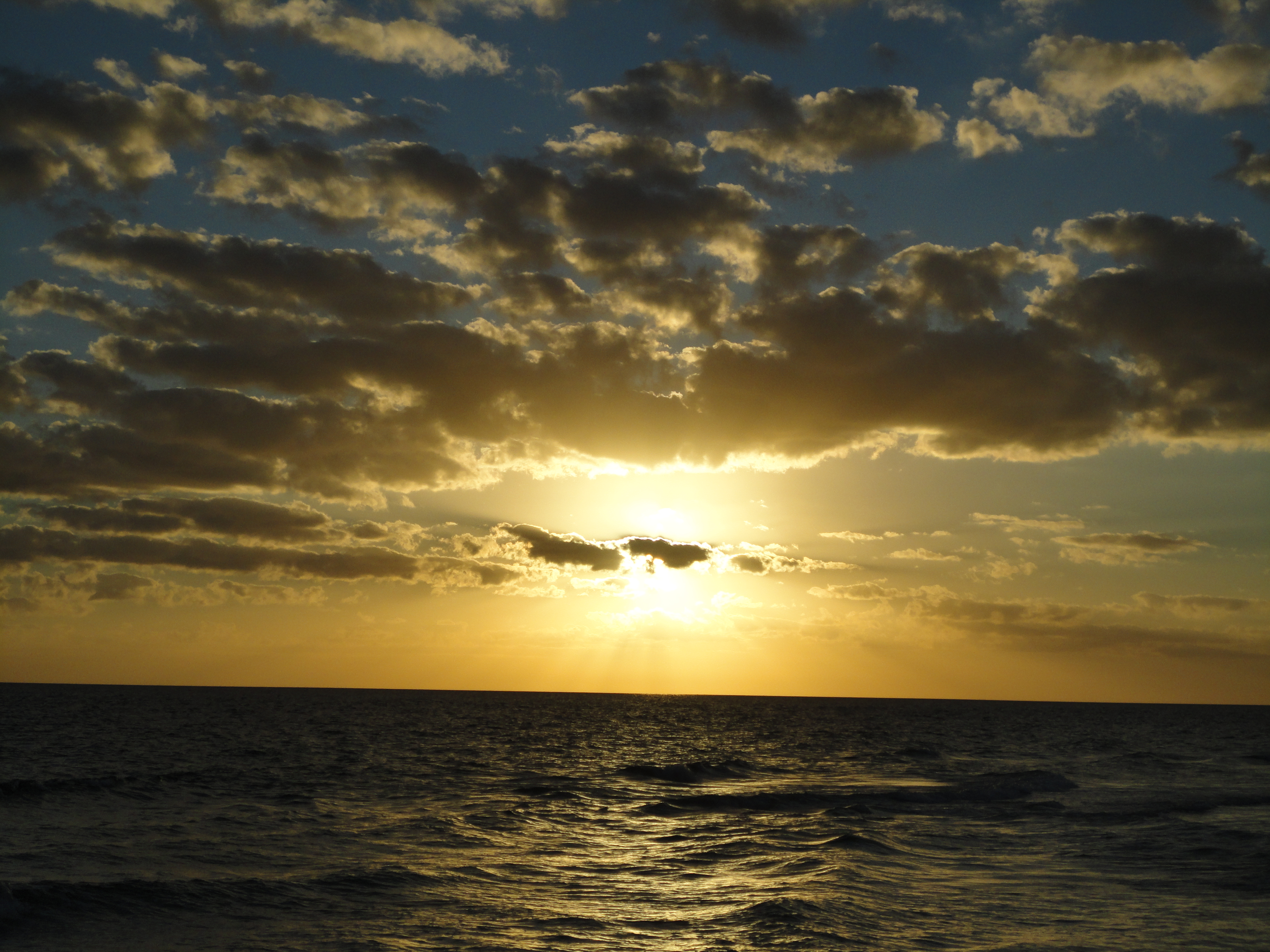
Захід сонця у Дестині
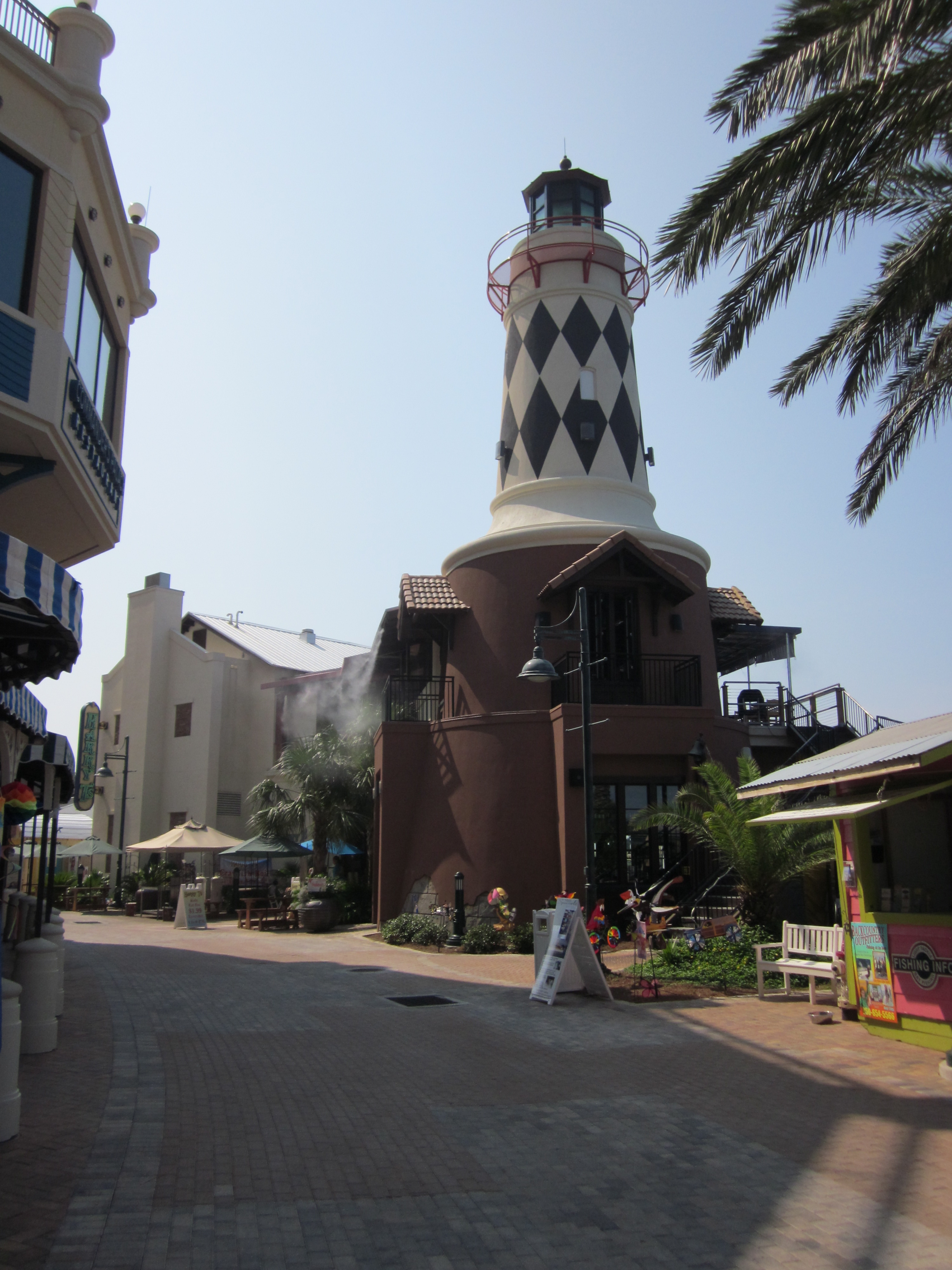
Маяк у Дестин
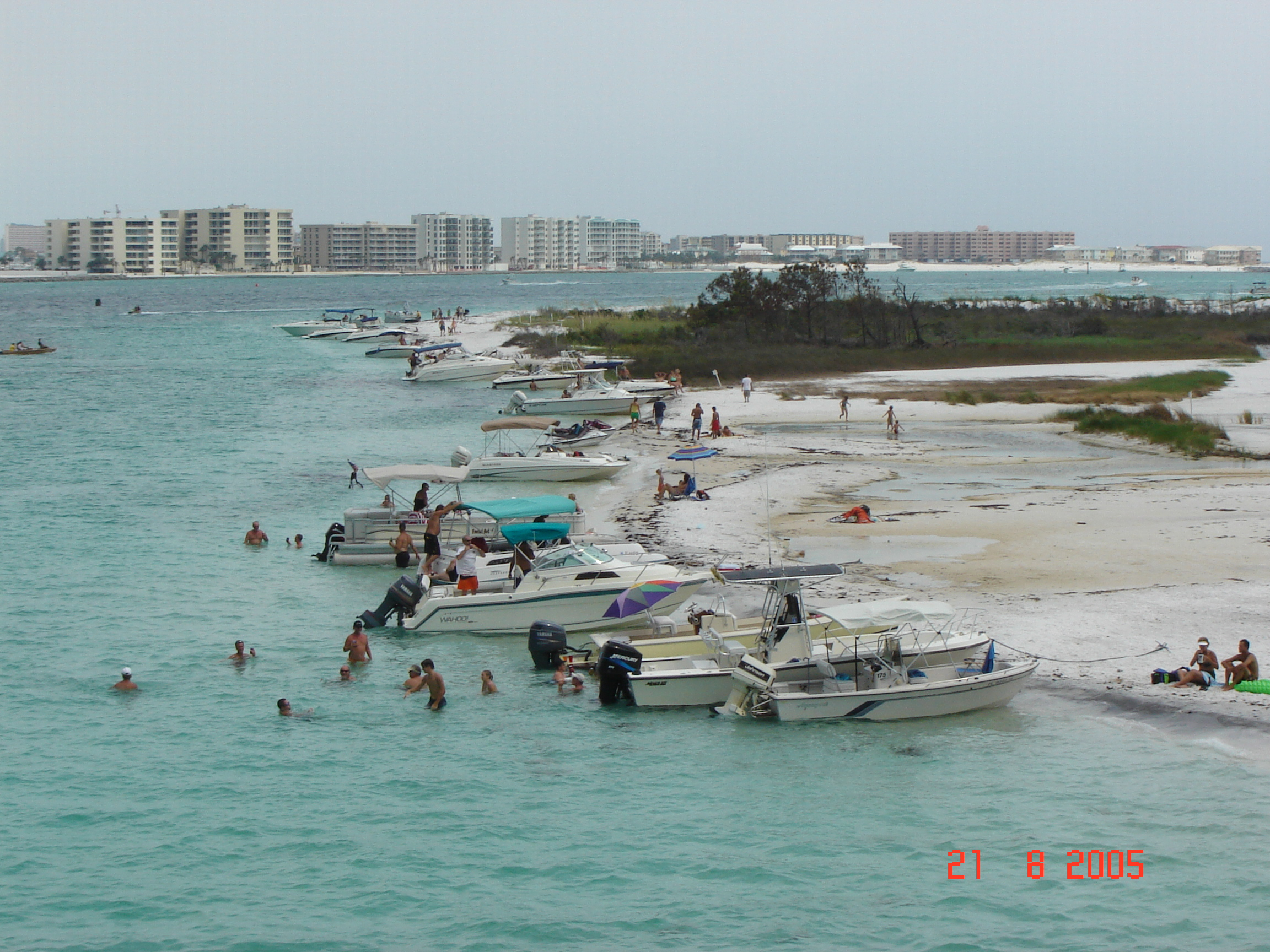
Літо у Дестин